# Las Arenas
Ne doit pas être confondu avec Arènes La Monumental.
Pour les articles homonymes, voir Las Arenas (homonymie).
Las Arenas (en catalan : plaça de braus de les Arenes ; et en en espagnol : plaza de toros de las Arenas) sont d'anciennes arènes de la ville de Barcelone, en Espagne. Situées sur le côté nord de la place d'Espagne, elles abritent depuis 2011 un centre commercial

## Situation
Édifiées à la fin du XIXe siècle sous la direction de l'architecte August Font i Carreras dans le style néo-mudéjar, elles ont été inaugurées le 29 juin 1900. Elles occupaient alors tout un îlot de l'eixample dans le district de Sants-Montjuïc.
Les autres arènes de la ville étaient celles de La Monumental construites en 1914, qui ne sont plus en activité depuis 2010 (interdiction de la tauromachie en Catalogne), et les arènes El Torín dans le quartier de la Barceloneta, fermées en 1923 et démolies en 1944.

## Histoire
Sous l'impulsion du banquier Josep Marsans i Rof et selon les plans de l'architecte August Font i Carreras, les arènes de Barcelone ont été inaugurées le 29 juin 1900, avec une corrida mixte de huit taureaux de la ganadería du duc de Veragua, et les matadors Luis Mazzantini, Antonio de Dios, Antonio Montes, ainsi que deux corridas de rejón.
De style hispano-musulman, l'enceinte du bâtiment est construite avec 2 827 600 briques de terre cuite. La piste avait un diamètre de 52 m et ses gradins pouvaient accueillir 14 893 spectateurs.
Les arènes ont accueilli leur dernier spectacle taurin le 9 juin 1977. Depuis 2001, l'édifice de style néo-mudéjar a fait l'objet d'aménagements menés par l'agence de l'architecte britannique Richard Rogers, RSHP, pour transformer les arènes en centre commercial las Arenas de Barcelone. Ouvert au public le 24 mars 2011, il accueille de grandes enseignes, notamment de prêt-à-porter, ainsi qu'un cinéma multisalle. Il a abrité brièvement le musée du Rock jusqu'à sa fermeture en février 2012.